# Pares de la Doctrina Cristiana
Els Pares de la Doctrina Cristiana, en llatí Congregatio Patrum Doctrinae Christianae, són un institut religiós masculí de dret pontifici: els membres d'aquesta congregació clerical, anomenats Doctrinaris, posposen al seu nom les sigles D.C.

## Història
La congregació fou fundada pel prevere francès César de Bus (1544-1607), actiu catequista de la regió de la Valclusa. En publicar-se el catecisme promogut pel Concili de Trent, pensà de formar una companyia de catequistes que ensenyessin la religó als nens, als pobres o als adults que no la coneixien. Aplegà alguns sacerdots i el 29 de setembre de 1592, reunits a L'Illa de Sòrga, donaren inici a la congregació de clergues seculars. Fou aprovada per Climent VIII amb el breu Exposcit debitum del 23 de desembre de 1597. En morir el fundador, hi havia tres cases a Tolosa, Briva la Galharda i Avinyó (Valclusa).
Amb el breu del 9 d'abril de 1616, Pau V uní la congregació als Clergues Regulars de Somasca, convertint-la en una congregació religiosa de vots solemnes. Innocenci X la retornà al seu estatus de congregació independent de clergues seculars amb el breu de 30 de juliol de 1647. El 19 d'abril de 1658, Alexandre VII, amb un breu, confirmà als doctrinaris el dret d'obrir escoles i ensenyar-hi gramàtica, retòrica i filosofia, i en 1660 feu que els seus alumnes quedessin exemptes de la jurisdicció episcopal.

### Unió amb els Doctrinaris de Nàpols i història posterior
Benet XIII, el 28 de setembre de 1725, uní els doctrinars de Bus amb els de la congregació homònima de Nàpols, fundada a Laurito el 2 de desembre de 1617 per Gianfilippo Romanelli, Andrea Brancaccio i Pompeo Monforti, i que havia estat aprovada pel bisbe de Capaccio, el teatí Pedro de Mata y Haro, el 13 d'octubre de 1618.
En 1726 Benet XIII confià a la congregació l'església de Santa Maria in Monticelli de Roma. En 1747 la congregació absorbí l'Arxiconfraria de la Doctrina Cristiana o dels Agatistes (per la seva seu a l'església de Sant'Agata in Trastevere de Roma), fundada per Marco de Sadis Cusani el 10 d'agost de 1560 per ensenyar la catequesi; havia estat oberta a Sant'Apollinare de Roma i erigida per Pau V el 6 d'octubre de 1607.
Quan foren expulsats els jesuïtes (1783), els doctrinaris els substituïren en la direcció de molts dels seus col·legis. La Revolució francesa feu que es dispersaren en 1794 i molts d'ells abandonaren França o foren morts, com Eustache Félix, Claude Bochot i Joseph Raoulx.

## Activitat i difusió
Avui, els Pares Doctrinaris es dediquen al ministeri parroquial, l'ensenyament i la publicació, sobretot de textos catequètics.
Són presents a Espanya, Itàlia, Suïssa i el Brasil, amb la seu general a Santa Maria in Monticelli de Roma. Al final de 2005, tenien 18 cases i comptaven amb 93 religiosos, 58 d'ells sacerdots.